# NGC 1080
NGC 1080 é uma galáxia espiral barrada (SBc) localizada na direcção da constelação de Cetus. Possui uma declinação de -04° 42' 39" e uma ascensão recta de 2 horas, 45 minutos e 10,1 segundos.
A galáxia NGC 1080 foi descoberta em 21 de Outubro de 1886 por Lewis A. Swift.